# 埃及-日本科學技術大學
埃及－日本科學技術大學（英語：Egypt-Japan University of Science and Technology；阿拉伯语：‎）是埃及與日本于2009年在埃及亞歷山大省New Borg El Arab市合作创立的大學。该大学以科研教育為主，旨在強化埃及與日本學術機構的關係，以及學習日本最新標準、科技及政策。
该大学由埃及總統令（2009年第149號）核定后创立。